# Rataskär
Rataskär este o arie protejată (arie specială de conservare — SAC, sit de importanță comunitară — SCI) din Suedia întinsă pe o suprafață de 93,2 ha, integral pe uscat.

## Localizare
Centrul sitului Rataskär este situat la coordonatele 63°59′27″N 20°54′08″E / 63.9907°N 20.9023°E.

## Înființare
Situl Rataskär a fost declarat sit de importanță comunitară în decembrie 1995 pentru a proteja un număr necunoscut de specii din flora spontană și fauna sălbatică aflate în arealul zonei. Situl a fost protejat și ca arie specială de conservare în martie 2011.

## Biodiversitate
Situată în ecoregiunile boreală și marină baltică, aria protejată conține 8 habitate naturale: Mlaștini turboase de tranziție și turbării mișcătoare, Golfuri mici largi și golfuri puțin adânci, Lagune de coastă, Terase mlăștinoase și terase nisipoase neacoperite de apă la reflux, Insulițe și insule mici din Baltica boreală, Pășuni de coastă din Baltica boreală, Păduri naturale în etape succesive primare ale suprafețelor emergente de coastă, Recifuri.
La baza desemnării sitului se află un număr nedeclarat de specii protejate.